# Can Tonijoan
Can Tonijoan és una masia de Corbera de Llobregat (Baix Llobregat) inclosa a l'Inventari del Patrimoni Arquitectònic de Catalunya.

## Descripció
Masia de pagès que conserva el propi caràcter i utilitat. La casa habitatge, amb els coberts i annexos d'una planta, fan redós o eixida que es tanca amb un portal.
La casa és d'obra de pedra i part de tàpia, avui totalment encalçada. Els balcons, de tendència modernista, són com les reixes de les finestres dels baixos del primer quart del segle xx.
Dins un dels porxos conserva una mola d'olives en bon estat.